# Susanna Dyre-Greensite
Susanna Dyre-Greensite (født 5. december 1994) er formand for Folkebevægelsen mod EU. Hun blev valgt til rollen som formand i 2019, som den eneste kandidat.
Dyre-Greensite er dansk-amerikaner, og er født og opvokset i San Francisco. Hun med kom til Danmark i 2013 og er uddannet cand.mag i Statskundskab fra Københavns Universitet. 
Dyre-Greensite har skrevet flere artikler hos Solidaritet. Hun har tilkendegivet at hun ved det amerikanske primærvalg i 2016 og 2020 stemte på Bernie Sanders.